# Desmognathus planiceps
Espèce
Desmognathus planiceps est une espèce d'urodèles de la famille des Plethodontidae.

## Répartition
Cette espèce est endémique de Virginie aux États-Unis.

## Publication originale
- Newman, 1955 : Desmognathus planiceps, a new salamander from Virginia. Journal of the Washington Academy of Sciences, vol. 45, p. 83-86 (texte intégral).